# Daniel Agger

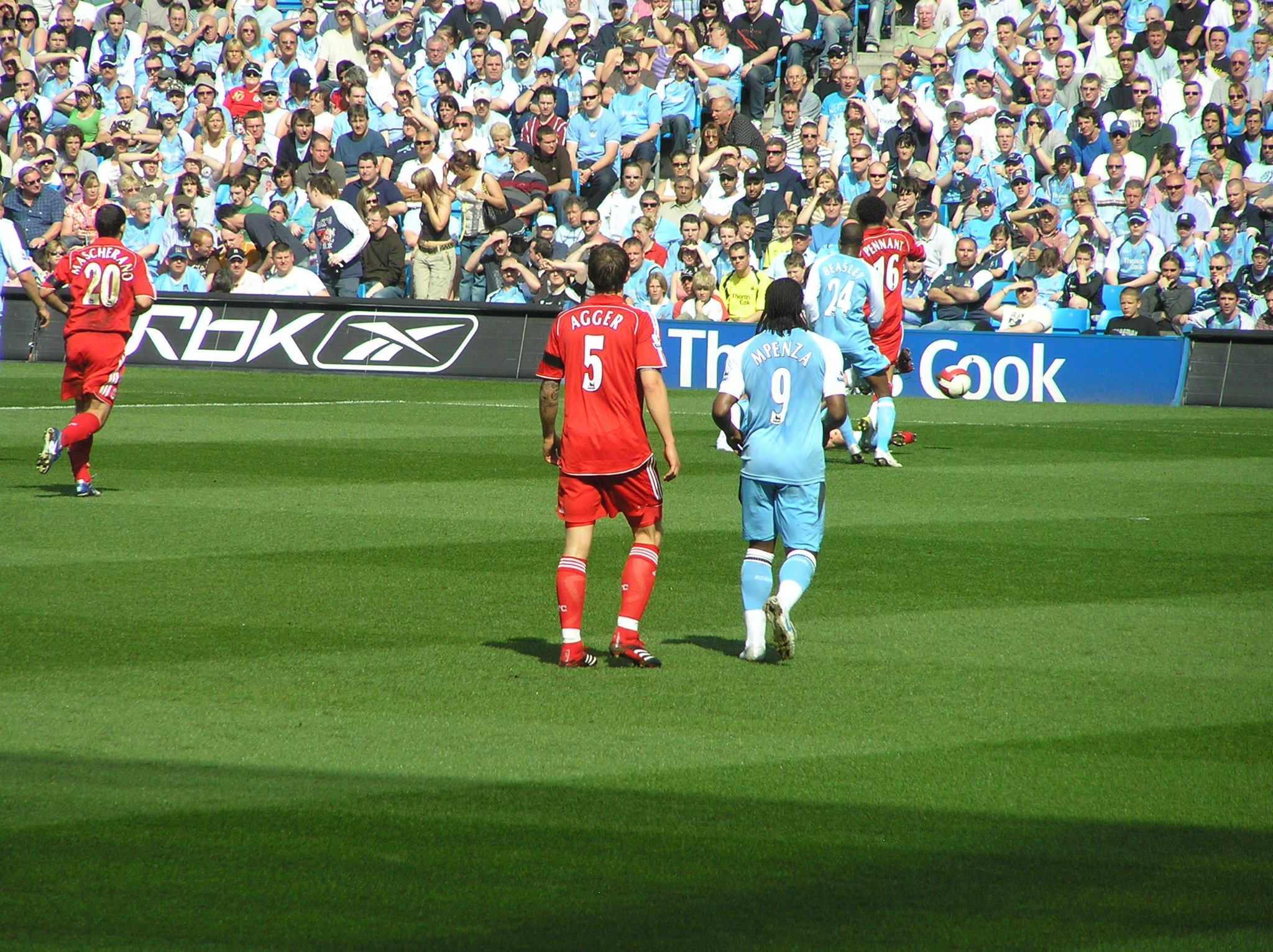
Agger w meczu z Manchesterem City (2006/2007)

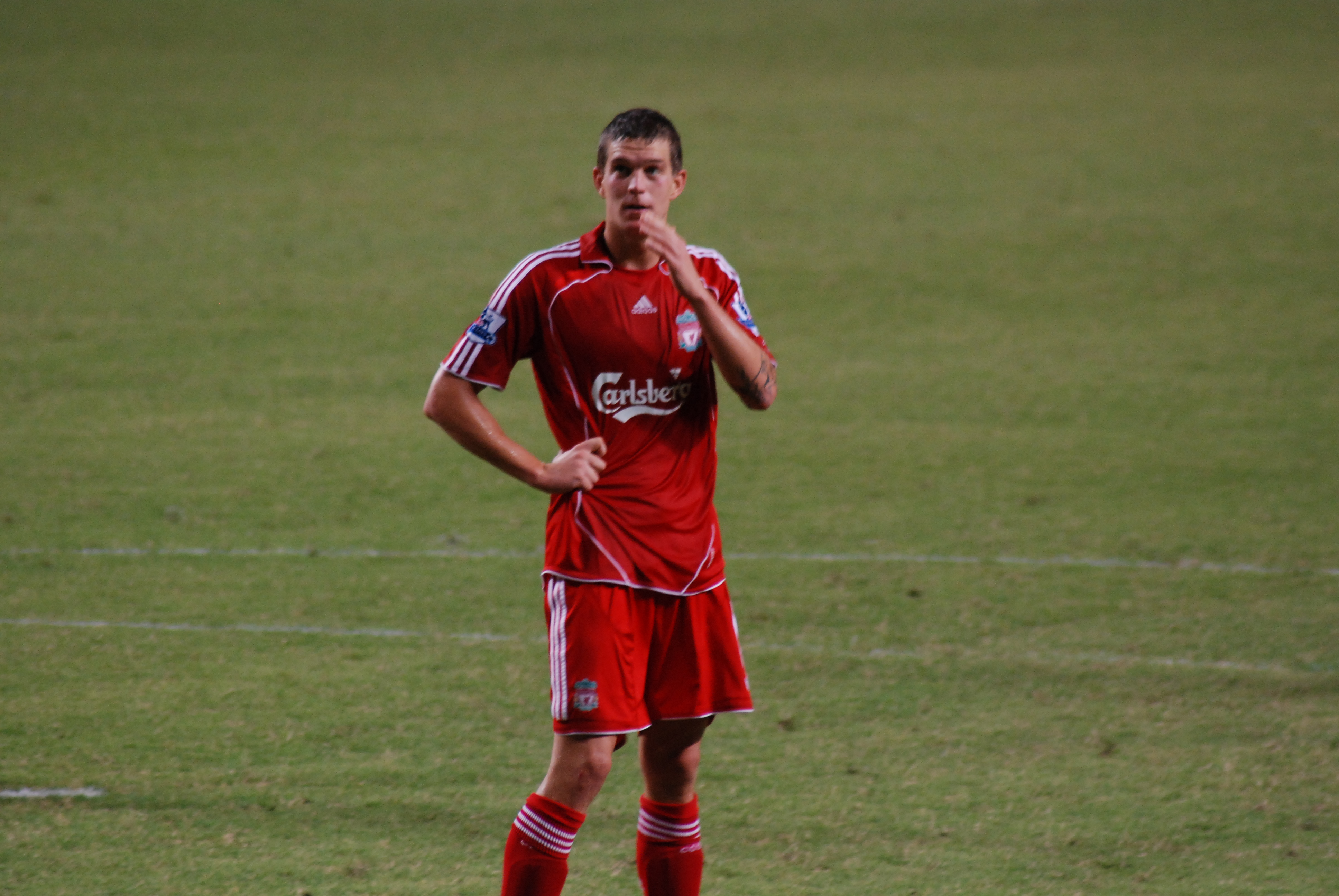
W barwach Liverpoolu (2007/2008)

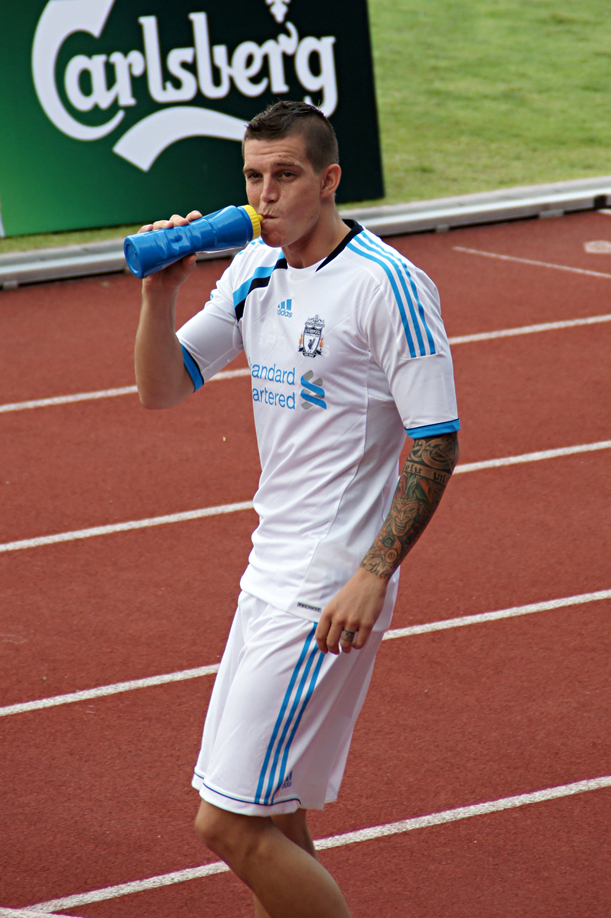
Agger przed sezonem 2011/2012

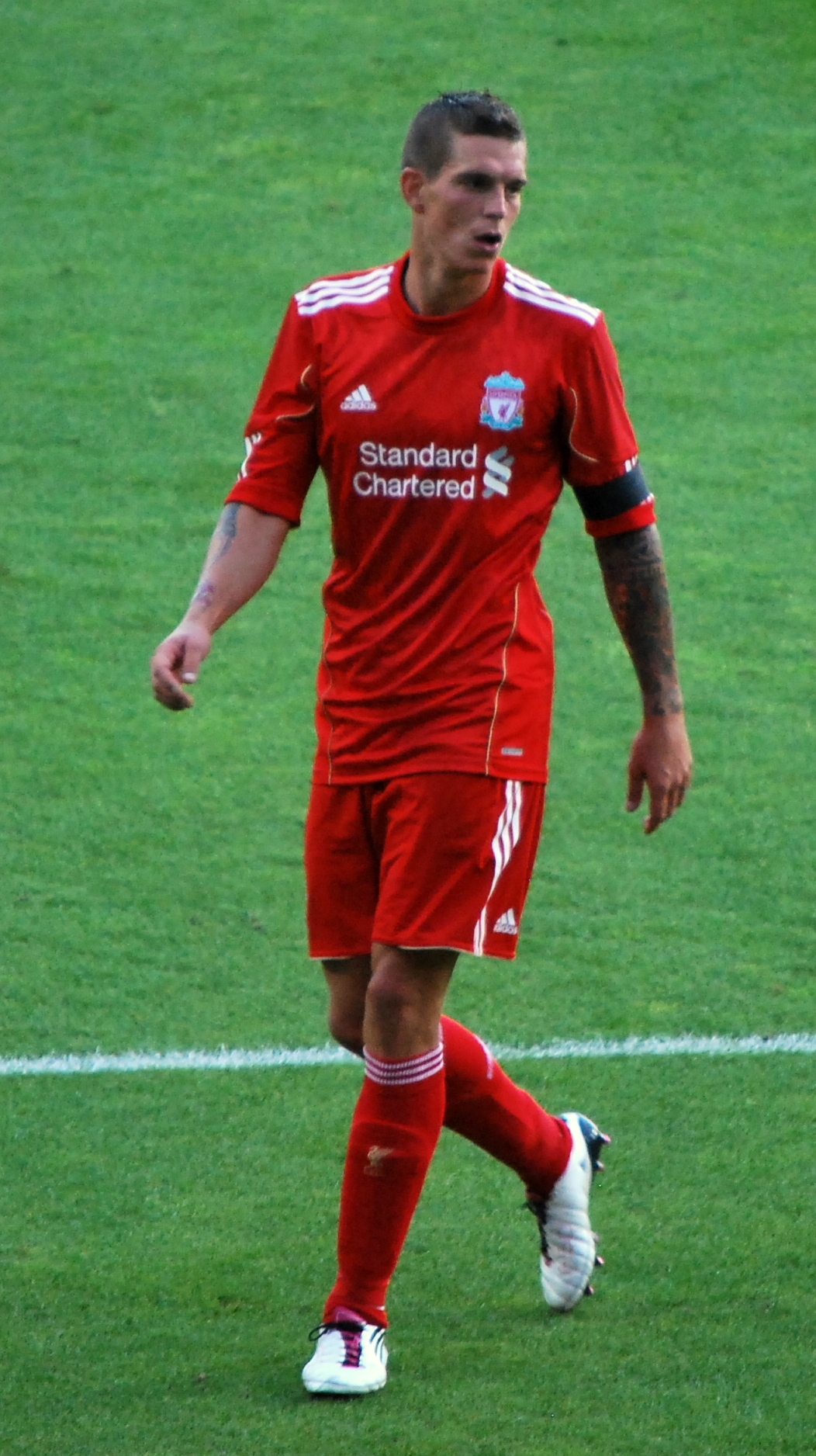

Daniel Munthe Agger (wym. [ˈdæˀnjəl ˈmɔndə ˈɑg̊ɐ]; ur. 12 grudnia 1984 w Hvidovre) – duński piłkarz grający na pozycji obrońcy, później trener piłkarski.
Swoją profesjonalną karierę rozpoczął w duńskiej drużynie Brøndby IF. Z klubem tym w 2005 roku zdobył mistrzostwo ligi. Do Liverpoolu trafił w roku 2006. W barwach nowego zespołu zadebiutował 1 lutego 2006 roku w zremisowanym 1:1 meczu Premier League z Birmingham City.
Od chwili swojego debiutu w reprezentacji, na arenie międzynarodowej rozegrał ponad 65 spotkań, podczas których strzelił 12 bramek.
9 czerwca 2016 roku ogłosił zakończenie kariery.

## Kariera klubowa

### Brøndby
Agger urodził się w Rosenhøj, a swoją karierę juniorską zapoczątkował w lokalnym zespole Rosenhøj BK. W wieku 12 lat dołączył do młodzieżowej drużyny pierwszoligowego klubu Brøndby IF.
W lipcu 2004 roku Agger został przeniesiony z ekipy juniorskiej do pierwszego zespołu, na co wpłynęło opuszczenie drużyny przez obrońcę reprezentacji Szwecji – Andreasa Jakobssona. Niespełna dwudziestoletni Duńczyk szybko okazał się nie tylko pełnoprawnym zawodnikiem pierwszego składu, ale też kluczowym członkiem drużyny, która w sezonie 2004/2005 wygrała duńską SuperLigę. Pomimo relatywnie młodego wieku, wykazywał się wielkim rozsądkiem i klasą, grając pod okiem kapitana Brøndby – Pera Nielsena. Po pierwszej rundzie sezonu Spillerforeningen (duńskie stowarzyszenie zawodników) uznało Aggera za talent roku 2004.
Po sezonie 2004/2005, Agger otrzymał powołanie do duńskiej kadry.
Kontuzja odniesiona przez młodego Duńczyka w sierpniowym meczu ligowym przedwcześnie zakończyła rok dla tego zawodnika. Kilka dni przed swoimi 21. urodzinami Daniel Agger otrzymał tytuł sportowego talentu roku 2005 w Danii.

### Liverpool

#### Sezon 2006/2007
Agger przez długi czas łączony był z transferem do dużego klubu. Wszystkie przesłanki wskazywały na to, że klubem tym będzie angielski Liverpool, ówczesny obrońca Pucharu Europy. Duńczyk nie pojechał na styczniowy obóz treningowy z Brøndby, a 12 stycznia 2006 roku podpisał czteroipółletni kontrakt z klubem z miasta Beatlesów. Transfer opiewający na kwotę 6 milionów funtów sprawił, że Agger stał się zarówno najdroższym zawodnikiem sprzedanym przez duński klub za granicę, jak i najdroższym obrońcę, jakiego kupił Liverpool. Ten ostatni rekord został później pobity przez Glena Johnsona, za którego podpis Portsmouth otrzymało 17 milionów funtów.
W swojej pierwszej połówce sezonu spędzonego w Liverpoolu Agger, ze względu na kontuzję, zagrał jedynie w 4 spotkaniach. Pomimo przerwy w grze, w maju otrzymał powołanie do kadry do lat 21.
Duński obrońca rozegrał pełne spotkanie o Tarczę Wspólnoty 2006, w którym Liverpool pokonał Chelsea 2:1. Wciąż przystosowując się do angielskiego stylu gry, zdołał wywalczyć sobie miejsce w składzie rywalizując z klubowym wicekapitanem Jamie Carragherem i byłym kapitanem klubu, Finem Sami Hyypią. Pierwszą bramkę dla Liverpoolu Agger zdobył 26 sierpnia 2006 roku w wygranym 2:1 spotkaniu z West Hamem. Londyńscy zawodnicy pozwolili wówczas Duńczykowi na wbiegnięcie z piłką przed pole karne, skąd ponadtrzydziestometrowy strzał trafił do siatki. Trener Liverpoolu Rafael Benítez powiedział po meczu, że nie jest zaskoczony tym trafieniem, gdyż Agger często strzelał z tej pozycji na treningach. Trafienie Duńczyka zostało Bramką Sierpnia według programu Match of the Day, transmitowanego na antenie BBC, a później wybrano je na Bramkę Sezonu w wykonaniu gracza Liverpoolu. 4 października 2006 roku Agger otrzymał nagrodę kibiców przyznawaną przez PFA (stowarzyszenie zawodników) za imponujące i solidne występy we wrześniu.
Kolejną bramkę zawodnik Liverpoolu strzelił w meczu Pucharu Ligi Angielskiej przeciw Birmingham City, uderzając piłkę z woleja z małej odległości w siódmej minucie doliczonego czasu pierwszej odsłony meczu. Kolejne trafienie dołożył w rozgrywanym 31 marca 2007 roku pojedynku z Arsenalem, strzelając głową gola na 4:1. W pierwszym meczu półfinałowym Ligi Mistrzów Agger zebrał niezbyt przychylne recenzje swojej gry po tym, jak napastnik Chelsea, Didier Drogba, minął Duńczyka, a następnie asystował przy golu kolegi. W rewanżu zawodnik Liverpoolu uciszył swoich krytyków kolejnym golem z granicy pola karnego po sprytnie rozegranym przez Stevena Gerrarda rzucie wolnym. Dodatkowo Agger zdołał wraz z całą formacją defensywną nie dopuścić do strzelenia gola przez Chelsea, co w rezultacie dało liverpoolczykom awans do finału Ligi Mistrzów. W ostatecznym starciu lepsza okazała się jednak drużyna A.C. Milan, która zwyciężyła 2:1.

#### Sezon 2007/2008
Letnie przygotowania do sezonu 2007/2008 Agger rozpoczął w nadspodziewanej formie strzeleckiej – zdobył dwa gole w czterech sparingach, włączając w to strzał z lewej nogi w meczu przeciw hongkońskiej drużynie South China AA. Na swoje nieszczęście, Duńczyk we wrześniu odniósł uraz śródstopia, w wyniku czego stracił miejsce w składzie na rzecz Hyypii. W styczniu 2008 roku Agger wznowił treningi mające na celu odzyskanie pełnej sprawności, jednak nawrót kontuzji drugiego śródstopia ponownie wykluczył go z gry. Po przebadaniu piłkarza przez kilku specjalistów klub na swojej oficjalnej stronie ogłosił, że duński obrońca opuści pozostałą część sezonu.

#### Sezon 2008/2009
Agger przed sezonem powrócił do treningów z pełnym obciążeniem, a 12 lipca w Melwood wystąpił w pierwszym po kontuzji sparingu (wszedł jako rezerwowy), gdzie rywalem był klub Tranmere Rovers. Po meczu zawodnik stwierdził: „Niemalże rozpoczynam moją karierę w Liverpoolu na nowo”. Agger wyszedł w podstawowym składzie podczas pierwszego w sezonie meczu Liverpoolu o punkty – w kwalifikacjach Ligi Mistrzów ze Standardem Liège. Spotkanie zakończyło się wynikiem bezbramkowym. Pozostałą część sierpnia i większość września Agger przesiedział na ławce rezerwowych, a w pojedynku z Manchesterem United nie znalazł nawet miejsca w szerokim składzie. Sytuacja ta wywołała plotki, jakoby pomiędzy Duńczykiem a trenerem Benítezem doszło do wymiany zdań. Hiszpański szkoleniowiec zdecydowanie zaprzeczył, jakoby zaszło cokolwiek podobnego.
Po mięsiącu absencji Agger powrócił do pierwszego składu na mecz Pucharu Anglii przeciw Crewe Alexandra. Były zawodnik Brøndby rozegrał pełne 90 minut, a swój występ uświetnił bramką z rzutu wolnego. Liverpool zwyciężył 2:1.
Korzystając z sytuacji, w której kontuzję odniósł Martin Škrtel, Agger powrócił do wyjściowego zestawienia na mecz przeciw Wigan rozgrywając tym samym swoje pierwsze minuty w sezonie ligowym. Debiutanckiego występu w sezonie urodzony w Rosenhøj zawodnik nie mógł jednak zaliczyć do całkowicie udanych, można mu było bowiem przypisać część winy za gola, którego zdobył Amr Zaki. Agger odkupił część win asystując przy wyrównującej bramce Dirka Kuyta. Ostatecznie mecz zakończył się rezultatem 3:2 dla Liverpoolu. 11 kwietnia 2009 roku Agger strzelił z niemal 30 metrów trzeciego gola swojej drużyny w wygranym 4:0 meczu przeciw Blackburn Rovers. Świętując zdobycie bramki, Agger podobnie jak pozostali strzelcy wskazał dłonią niebo, co miało być wyrazem pamięci o ofiarach tragedii na Hillsborough.
W maju 2009 Agger podpisał nowy pięcioletni kontrakt, obowiązujący do końca sezonu 2013/2014.

#### Sezon 2009/2010
Agger poddał się zabiegowi kontuzjowanych pleców w sierpniu 2009, po którym powrócił na boisko 25 października podczas wygranego 2:0 pojedynku na Anfield z lokalnymi rywalem Manchester United.
28 lutego 2010 roku Daniel Agger rozegrał swój setny mecz w barwach Liverpoolu, w którym jego klub pokonał w stosunku 2:1 Blackburn Rovers. Do końca sezonu Agger rozegrał kolejnych 14 spotkań. Również wówczas strzelił swojego 7. gola dla klubu trafiając piętą do bramki Benfiki Lizbona w ćwierćfinale Ligi Europy. Trafienie to pomogło The Reds awansować do półfinału, w którym jednak lepsze okazało się Atlético Madryt.

#### Sezon 2010/2011
Agger wyszedł w pierwszym składzie w inauguracyjnym spotkaniu z Arsenalem (15 sierpnia, 1:1), jednak podczas drugiej połowy doznał wstrząśnienia mózgu, w którego rezultacie opuścił kilka następnych pojedynków. W związku z kolejnymi kontuzjami znajdował się poza grą aż do grudnia. Jako że pod wodzą Roya Hodgsona pewne miejsce w składzie miał Škrtel, Duńczyk zagroził, że odejdzie do Juventusu, który był wówczas zainteresowany jego sprowadzeniem. Po tym, jak w styczniu Hodgsona na stanowisku trenera zastąpił Kenny Dalglish, Agger wystąpił w większości meczów, włączając w to spotkanie z Chelsea 6 lutego, wygrane przez Liverpool 1:0. Kontuzja kolana odniesiona podczas meczu z West Brom 2 marca 2011 roku wykluczyła Aggera z gry do końca sezonu. W rezultacie Duńczyk rozegrał w klubie jedynie 21 spotkań we wszystkich rozgrywkach klubowych w sezonie 2010/11.

#### Sezon 2011/2012
Duńczyk do składu powrócił dopiero na rozegrany 1 sierpnia mecz towarzyski przeciw Vålerenga Fotball. W końcówce spotkania Agger strzelił dwie bramki – pierwszą głową po rzucie rożnym (na 2:2), a drugą, również po „kornerze”, z półwoleja (na 3:2).
W sezonie 2011/2012 Agger zdobył z drużyną klubową Puchar Ligi Angielskiej.

### Brøndby
30 sierpnia 2014 Liverpool potwierdził odejście Aggera i jego powrót do Brøndby IF. 9 czerwca 2016 roku piłkarz zakończył karierę.

## Kariera reprezentacyjna

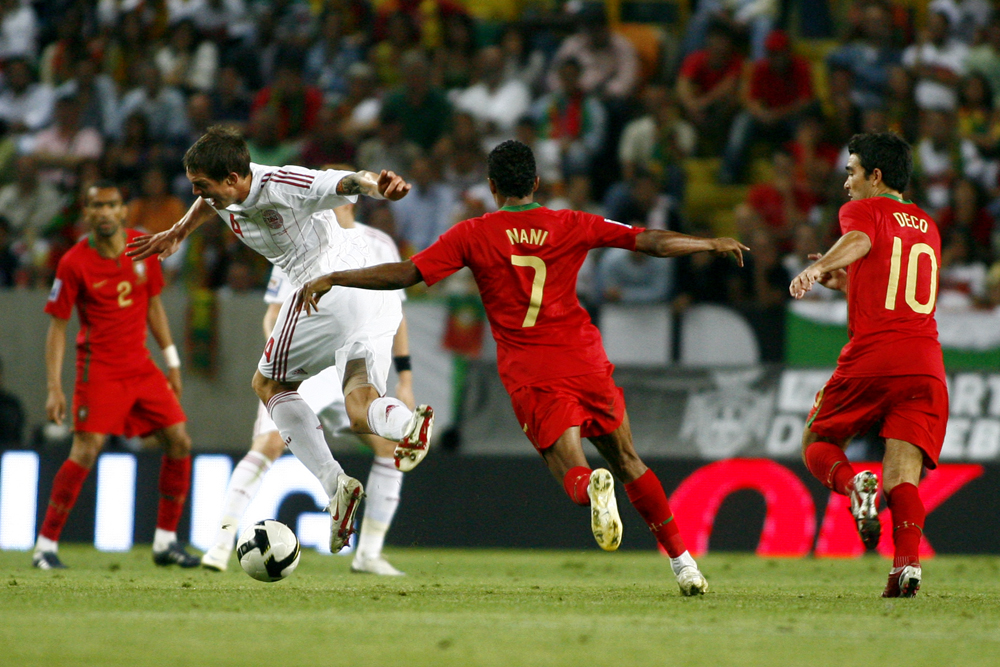
Agger (4) walczący o piłkę z Portugalczykami Bosingwą (2), Nanim (7) i Deco (10).

Po raz pierwszy Agger został powołany do drużyny narodowej w 2003 roku. Dla reprezentacji do lat 20 zagrał 9 spotkań strzelając przy tym jednego gola.
Rok później został powołany do kadry do lat 21. W 2006 roku wziął udział w Mistrzostwach Europy do lat 21, które odbywały się w Portugalii. Łącznie zagrał w 10 meczach kadry U-21, w których strzelił 3 bramki.
Po udanym sezonie 2004/2005, Agger otrzymał powołanie do duńskiej kadry na wygrany 1:0 mecz towarzyski przeciw Finlandii, który został rozegrany 2 czerwca 2005 roku. Obrońca Brøndby rozegrał wówczas pełne spotkanie. Następny pojedynek reprezentacji spędził na ławce, jednak podczas kolejnego meczu, wygranego 4:1 z kadrą Anglii, spędził na boisku pełne 90 minut obok swojego klubowego kolegi Pera Nielsena. Agger zebrał wówczas dobre recenzje, gdyż Duńczycy nie pozwolili na zbyt wiele napastnikom Lwów Albionu, w tym choćby Wayne'owi Rooneyowi. Również w dwóch kolejnych meczach kadry wystąpił w pełnym wymiarze. Swoją pierwszą bramkę w drużynie narodowej strzelił przeciwko Gruzji podczas eliminacji Mundialu w Niemczech. W eliminacjach do Euro 2008 zagrał w 8 z 12 meczów kadry. Sukces eliminacyjny Duńczycy osiągnęli dopiero awansując do turnieju głównego MŚ 2010 z dobrym wynikiem 6 zwycięstw, 3 remisów i 1 porażki. Podczas Mundialu w Południowej Afryce reprezentacja Danii z Aggerem w składzie trafiła do grupy E wraz z Japonią, Kamerunem i Holandią. Duńczycy zdobyli jednak tylko 3 punkty (zwycięstwo nad Kamerunem) i odpadli z dalszych rozgrywek.

## Kariera trenerska
Od sezonu 2021/22 Agger został trenerem występującego w 1. division HB Køge. Do klubu dołączył wraz z Larsem Jacobsenem, który pełnił funkcję asystenta trenera. W czerwcu 2023 Agger i Jacobsen odeszli z zespołu. W sierpniu 2024 Agger objął funkcję asystenta selekcjonera reprezentacji Danii.

## Życie prywatne
Agger wybrał utwór The Garden's Tale grupy Volbeat na playlistę LFC Athens 2007 stworzoną z okazji osiągnięcia przez klub finału Ligi Mistrzów.
Młodszy kuzyn Daniela, Nicolaj Agger również był piłkarzem.
W maju 2010 roku Agger poślubił w Danii swoją narzeczoną Sofie Nelson. Przed rozpoczęciem wesela w kopenhaskim hotelu Nimb para miała na sobie pasujące do siebie białe stroje. Małżeństwo wychowuje obecnie syna Jamiego (ur. w 2009 roku).
Agger, wraz ze swym wujkiem, jest właścicielem pubu w Danii.

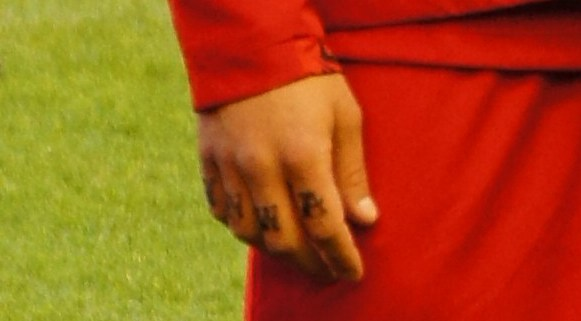

### Tatuaże
Daniel Agger posiada wiele tatuaży na rękach i korpusie. Wśród wyróżniających się można wyróżnić motywy wikińskie, cmentarzysko skandynawskich królów, a także łacińskie sentencje, jak choćby Mors certa, hora incerta (Śmierć [jest] pewna, godzina [jest] niepewna).
W sierpniu 2012, podczas gdy spekulowano na temat jego odejścia z Liverpoolu, wytatuował sobie napis „YNWA” (You’ll Never Walk Alone – hymn Liverpoolu) na palcach prawej ręki.

## Statystyki
| 2004/05            | Brøndby IF         | Superligaen        | 26  | 5  | 5  | 0 | —  | — | 1  | 0 | 36  | 5  |
| 2005/06            | Brøndby IF         | Superligaen        | 8   | 0  | 0  | 0 | —  | — | 5  | 0 | 13  | 0  |
| 2005/06            | Liverpool          | Premier League     | 4   | 0  | 0  | 0 | 0  | 0 | 0  | 0 | 4   | 0  |
| 2006/07            | Liverpool          | Premier League     | 27  | 2  | 1  | 0 | 2  | 1 | 12 | 1 | 43  | 4  |
| 2007/08            | Liverpool          | Premier League     | 5   | 0  | 0  | 0 | 0  | 0 | 1  | 0 | 6   | 0  |
| 2008/09            | Liverpool          | Premier League     | 18  | 1  | 1  | 0 | 2  | 1 | 5  | 0 | 26  | 2  |
| 2009/10            | Liverpool          | Premier League     | 23  | 0  | 1  | 0 | 0  | 0 | 12 | 1 | 36  | 1  |
| 2010/11            | Liverpool          | Premier League     | 16  | 0  | 1  | 0 | 1  | 0 | 3  | 0 | 21  | 0  |
| 2011/12            | Liverpool          | Premier League     | 27  | 1  | 3  | 1 | 4  | 0 | —  | — | 34  | 2  |
| 2012/13            | Liverpool          | Premier League     | 35  | 3  | 0  | 0 | 0  | 0 | 3  | 0 | 38  | 3  |
| 2013/14            | Liverpool          | Premier League     | 20  | 2  | 2  | 0 | 1  | 0 | —  | — | 23  | 2  |
| 2014/15            | Brøndby IF         | Superligaen        | 19  | 1  | 0  | 0 | —  | — | —  | — | 19  | 1  |
| 2015/16            | Brøndby IF         | Superligaen        | 24  | 1  | 1  | 0 | —  | — | 1  | 0 | 26  | 1  |
| Łącznie w karierze | Łącznie w karierze | Łącznie w karierze | 252 | 16 | 15 | 1 | 10 | 2 | 43 | 2 | 325 | 21 |

### Gole międzynarodowe
Bramki i wyniki Danii przedstawione na pierwszym miejscu.
| #   | Data       | Stadion                   | Przeciwnik | Bramka | Wynik końcowy | Zawody               |
| --- | ---------- | ------------------------- | ---------- | ------ | ------------- | -------------------- |
| 1.  | 7.09.2005  | Parken, Kopenhaga         | Gruzja     | 3:1    | 6:1           | eliminacje MŚ 2006   |
| 2.  | 2.06.2007  | Parken, Kopenhaga         | Szwecja    | 1:3    | 3:3/0:3       | eliminacje EURO 2008 |
| 3.  | 11.10.2008 | Parken, Kopenhaga         | Malta      | 2:0    | 3:0           | eliminacje MŚ 2010   |
| 4.  | 9.02.2011  | Parken, Kopenhaga         | Anglia     | 1:0    | 1:2           | mecz towarzyski      |
| 5.  | 15.11.2011 | Blue Water Arena, Esbjerg | Finlandia  | 1:1    | 2:1           | mecz towarzyski      |
| 6.  | 2.06.2012  | Parken, Kopenhaga         | Australia  | 1:0    | 2:0           | mecz towarzyski      |
| 7.  | 26.03.2013 | Parken, Kopenhaga         | Bułgaria   | 1:1    | 1:1           | eliminacje MŚ 2014   |
| 8.  | 10.09.2013 | Stadion Hrazdan, Erywań   | Armenia    | 1:0    | 1:0           | eliminacje MŚ 2014   |
| 9.  | 15.10.2013 | Parken, Kopenhaga         | Malta      | 2:0    | 6:0           | eliminacje MŚ 2014   |
| 10. | 15.10.2013 | Parken, Kopenhaga         | Malta      | 4:0    | 6:0           | eliminacje MŚ 2014   |
| 11. | 28.05.2014 | Parken, Kopenhaga         | Szwecja    | 1:0    | 1:0           | mecz towarzyski      |
| 12. | 03.09.2014 | Fionia Park, Odense       | Turcja     | 1:0    | 1:2           | mecz towarzyski      |

### Osiągnięcia
Brøndby
- Puchar Danii: 2005
- Superliga: 2005

Liverpool
- Puchar Anglii: 2006
- Tarcza Wspólnoty: 2006
- Puchar Ligi Angielskiej: 2012

Indywidualne
- Piłkarski talent roku: 2004
- Sportowy talent roku: 2005
- Duński zawodnik roku: 2007, 2012